# カリンティ・フリジェシュ

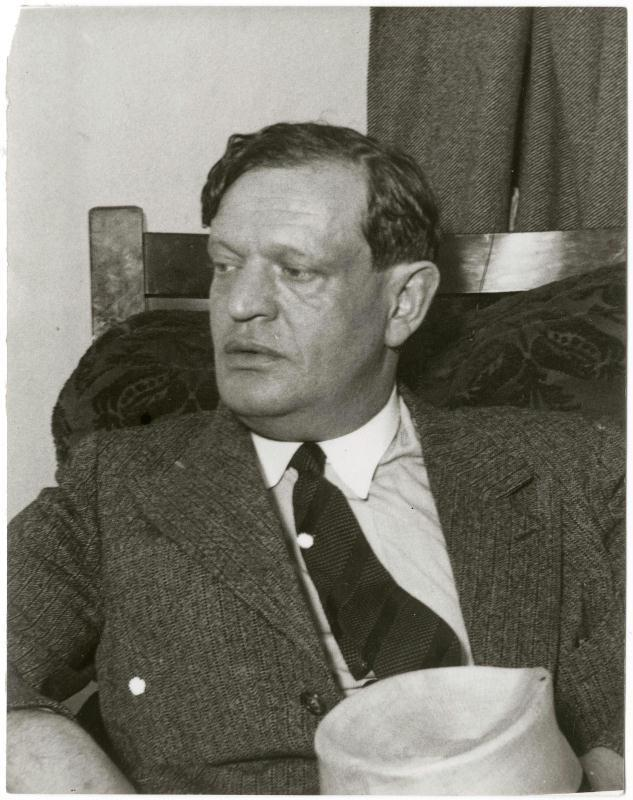
カリンティ・フリジェシュ

カリンティ・フリジェシュ（Karinthy Frigyes 1887年6月25日 - 1938年8月29日）はハンガリーの作家、劇作家、詩人、ジャーナリスト、翻訳家。20世紀のハンガリーを代表する作家の一人。
ブダペシュト生まれ。「六次の隔たり」という概念の最初の支持者で、1929年の小説『鎖』の中でこの概念を扱った。シオーフォクにて死去。
息子カリンティ・フェレンツ（Karinthy Ferenc）も作家で、不条理小説『エペペ』などの著書がある。

## 日本語に翻訳された作品
- 『そうはいっても飛ぶのはやさしい』（千野栄一・岩崎悦子訳、国書刊行会、1992年）
  - 迷子になった市電の話
  - 影
  - マルギトゥカの夢
  - ヴィジュアルな統計
  - 心の顔
  - 開腹手術
  - ある若者との出会い
  - 動物が好き
  - ドーディ
  - 靴のリボン
  - 亀、もしくは居酒屋の中の気ちがい
- 『東欧SF傑作集（上）』（深見弾訳、東京創元社、1980年）
  - 時代の子